# Sítio arqueológico da Eira da Pedra
O Sítio arqueológico do Eira da Pedra corresponde a um antigo povoado do período calcolítico, situado na freguesia de Vila Nova de Milfontes, no Município de Odemira, em Portugal.

## Descrição e história
O sítio arqueológico consiste num povoado de grandes dimensões ao ar livre, situado a cerca de 50 m de distância em relação ao Oceano Atlântico. Encontra-se na área entre Estação de Tratamento de Águas Residuais de Vila Nova de Milfontes e as urbanizações de Eira de Pedra e Bica da Eira. Está parcialmente coberto por dunas, e contém pelo menos um nível de concheiro. Foi em parte destruído devido à instalação da Estação de Tratamento, e pela construção de urbanizações e abertura de arruamentos. Também foi muito atingido pela circulação pedonal e automóvel. Foi reunido um vasto espólio, que compreende fragmentos de cerâmica manual com bordo de configuração almendrada, e várias lascas e núcleos em quartzo leitoso e quartzito, grauvaque, sílex e rochas de tipologias siliciosas. Não foram descobertos vestígios de estruturas, mas verificou-se a presença em abundância de lajes em xisto azulado.
De acordo com os vestígios encontrados no local, terá sido habitado durante o período calcolítico. Com efeito, os sítios arqueológicos da Eira da Pedra e do Palheirão Furado são considerados como os principais núcleos da época calcolítica, na área da foz do Rio Mira.
Foi alvo de trabalhos arqueológicos pela primeira vez em 1989, no âmbito do programa de Levantamento Arqueológico da Área de Paisagem Protegida do Sudoeste Alentejano e Costa Vicentina, e em 1995 foi novamente investigado, como parte do programa de Levantamento Arqueológico do Concelho de Odemira. Em 1996 foi estudado por por Carlos Tavares da Silva e Joaquina Soares, tendo sido encontradas camadas de materiais arqueológicos do calcolítico, numa área a cerca de 25 m da ETAR, no sentido Norte.
Os trabalhos prosseguiram entre 1998 e 1999, no contexto do Plano Nacional de Trabalhos Arqueológicos, e em 2011 foram feitas sondagens no local, devido a obras de expansão da Estação de Tratamento.